# Alessandro Calvi
Alessandro Calvi (Voghera, 1º febbraio 1983) è un nuotatore italiano.

## Carriera
Stileliberista specializzato nelle distanze più brevi (50 e 100 metri) e ottimo staffettista, si è messo in luce nel 2003 vincendo i suoi primi titoli italiani: l'anno successivo è stato convocato agli europei di Madrid di maggio dove ha nuotato in batteria con la staffetta 4×100 m stile libero che ha poi vinto l'oro nella finale. Tre mesi dopo nuotato ancora in batteria con la 4×100 m ai Giochi Olimpici di Atene, contribuendo alla qualificazione in finale dove poi è arrivata quarta.
La stagione in vasca corta 2004 - 2005 lo ha visto in dicembre partecipare agli europei in vasca da 25 metri: finalista nella gara individuale dei 100 m, con Lorenzo Vismara, Michele Scarica e Giacomo Vassanelli è arrivato primo in finale nella staffetta 4×50 m stile libero, ma sono stati squalificati per la partenza anticipata proprio di Alessandro. Nel luglio 2005 ai mondiali di Montréal con la 4×100 m ha fallito la qualificazione per la finale classificandosi nona in batteria; ad agosto alle universiadi di Smirne ha vinto il bronzo nei 100 m e l'oro con la 4×200 m.
Nel dicembre 2005 ha partecipato agli europei in vasca corta di Trieste, quindi nell'aprile successivo è stato convocato per i campionati mondiali di Shanghai, dove è arrivato in finale nei 100 m e con Klaus Lanzarini, Christian Galenda e Filippo Magnini ha vinto la medaglia d'oro nella staffetta 4×100 m stile libero. A fine luglio agli europei di Budapest ha vinto ancora l'oro con la 4×100 m composta da lui, Galenda, Vismara e Magnini. Il successo di Alessandro con la staffetta è proseguito anche nel 2007, quando a marzo a Melbourne per i campionati mondiali con Massimiliano Rosolino, Galenda e Magnini è arrivata seconda in finale preceduta dagli Stati Uniti.
Anche nel 2008 è stato molto impegnato con la nazionale: ha iniziato in marzo agli europei (spostati in quel mese per potersi preparare meglio per i giochi olimpici) vincendo ancora con Rosolino, Galenda e Magnini l'argento nella 4×100 m stile libero. Un mese dopo ha partecipato ai mondiali in vasca da 25 metri arrivando quarto con Galenda, Michele Santucci e Magnini nella 4×100 m e nuotando le batterie delle 4 × 200 m qualificandola per la finale in cui è arrivata terza. Ad agosto è stato convocato per i suoi secondi Giochi Olimpici a Pechino: la 4×100 m con Galenda, Marco Belotti e Magnini è arrivata quarta sia in batteria che nella finale.
È salito ancora sul podio nel dicembre 2008 agli europei in vasca corta di Fiume nella 4×50 m stile libero arrivata seconda, piazzamento che ha ripetuto nell'estate del 2009 ai giochi del Mediterraneo di Pescara nella 4×100 m. Poche settimane dopo è stato convocato per i campionati del mondio di Roma dove la 4×100 m stile libero è arrivata quinta in finale, composta da lui, Galenda, Marco Orsi e Magnini.

## Palmarès
| Giochi olimpici             | 50 m st. libero         | 100 m st. libero             | 4×100 m st. libero                   | 4×200 m st. libero           |
| 2004 Atene Grecia           | ---                     | ---                          | 4º nuota in batteria                 | ---                          |
| 2008 Pechino Cina           | 30º in batteria 22"50   | ---                          | 4º - 3'11"48 frazione: 48"49         | ---                          |
| Campionati del mondo        | 50 m st. libero         | 100 m st. libero             | 4×100 m st. libero                   | 4×200 m st. libero           |
| 2005 Montreal Canada        | ---                     | ---                          | 9º - 3'19"12 frazione: 49"64         | ---                          |
| 2007 Melbourne Australia    | ---                     | ---                          | Argento: 3'14"04 frazione: 49"06     | ---                          |
| 2009 Roma Italia            | ---                     | ---                          | 5º - 3'11"93 frazione: 49"03         | ---                          |
| Mondiali in vasca corta     | 50 m st. libero         | 100 m st. libero             | 4×100 m st. libero                   | 4×200 m st. libero           |
| 2006 Shanghai Cina          | 18º in batteria 22"34   | 6º 48"06                     | Oro: 3'10"74 frazione: 48"38         | ---                          |
| 2008 Manchester Regno Unito | ---                     | ---                          | 4º - 3'10"05 frazione: 48"32         | Bronzo nuota in batteria     |
| Campionati europei          | 50 m st. libero         | 100 m st. libero             | 4×100 m st. libero                   | 4×200 m st. libero           |
| 2004 Madrid Spagna          | ---                     | ---                          | Oro nuota in batteria                | ---                          |
| 2006 Budapest Ungheria      | 30º in batteria 23"23   | 28º in batteria 50"48        | Oro: 3'15"23 frazione: 49"96         | ---                          |
| 2008 Eindhoven Paesi Bassi  | 28º in batteria 23"19   | 16º in batteria 49"89        | Argento: 3'15"77 frazione: 48"89     | ---                          |
| Europei in vasca corta      | 50 m st. libero         | 100 m st. libero             | 4×50 m st. libero                    | 4×50 m mista                 |
| 2004 Vienna Austria         | 15º in semifinale 22"28 | 6º 48"36                     | squal.(1º) - 1'26"15 frazione: 21"17 | ---                          |
| 2005 Trieste Italia         | ---                     | 6º 47"95                     | 9º - 1'27"50 frazione: 21"93         | 7º nuota in batteria         |
| 2008 Fiume Croazia          | 8º in batteria 21"52    | 6º 47"05                     | Argento: 1'23"37 frazione: 21"62     | ---                          |
| Giochi del Mediterraneo     | ---                     | 100 m st. libero             | 4×100 m st. libero                   | 4×200 m st. libero           |
| 2009 Pescara Italia         | ---                     | ---                          | Argento: 3'13"78 frazione: 49"44     | ---                          |
| Universiadi                 | 100 m st. libero        | 4×100 m st. libero           | 4×200 m st. libero                   | 4×100 m mista                |
| 2005 Smirne Turchia         | Bronzo 49"90            | 5º - 3'20"97 frazione: 50"03 | Oro: 7'19"51 frazione: 1'49"65       | 4º - 3'40"76 frazione: 48"66 |

### Campionati italiani
8 titoli individuali e 13 in staffette, così ripartiti:
- 4 nei 50 m stile libero
- 4 nei 100 m stile libero
- 1 nella staffetta 4×50 m stile libero
- 7 nella staffetta 4×100 m stile libero
- 3 nella staffetta 4×200 m stile libero
- 2 nella staffetta 4×100 m mista

nd = non disputata
| Anno | Edizione    | st.libero 50 m | st.libero 100 m | st.libero 4×50 m | st.libero 4×100 m | st.libero 4×200 m | mista 4×50 m | mista 4×100 m |
| ---- | ----------- | -------------- | --------------- | ---------------- | ----------------- | ----------------- | ------------ | ------------- |
| 2002 | Primaverili | -              | -               | nd               | 3                 | -                 | nd           | -             |
| 2002 | Estivi      | -              | -               | nd               | 3                 | -                 | nd           | -             |
| 2002 | Invernali   | -              | -               | -                | nd                | nd                | 2            | nd            |
| 2003 | Primaverili | 3              | -               | nd               | -                 | 2                 | nd           | -             |
| 2003 | Estivi      | -              | -               | nd               | -                 | 1                 | nd           | 2             |
| 2003 | Invernali   | 1              | -               | -                | nd                | nd                | 3            | nd            |
| 2004 | Primaverili | 3              | -               | nd               | 1                 | 1                 | nd           | 3             |
| 2004 | Estivi      | -              | 3               | nd               | 1                 | 1                 | nd           | 2             |
| 2004 | Invernali   | 2              | -               | 1                | nd                | nd                | -            | nd            |
| 2005 | Primaverili | -              | -               | nd               | 1                 | 2                 | nd           | 1             |
| 2005 | Estivi      | 2              | 2               | nd               | 1                 | -                 | nd           | -             |
| 2005 | Invernali   | -              | 2               | -                | nd                | nd                | -            | nd            |
| 2006 | Primaverili | 1              | 1               | nd               | 1                 | 2                 | nd           | -             |
| 2007 | Primaverili | -              | 1               | nd               | 3                 | -                 | nd           | -             |
| 2007 | Estivi      | 2              | 2               | nd               | 1                 | -                 | nd           | -             |
| 2007 | Invernali   | 1              | 3               | nd               | nd                | nd                | nd           | nd            |
| 2008 | Primaverili | 1              | 1               | nd               | -                 | -                 | nd           | 2             |
| 2008 | Estivi      | 2              | 1               | nd               | 3                 | 2                 | nd           | 1             |
| 2008 | Invernali   | 2              | 2               | nd               | nd                | nd                | nd           | nd            |
| 2009 | Primaverili | -              | 2               | nd               | 1                 | -                 | nd           | 2             |
| 2009 | Estivi      | -              | 3               | nd               | 3                 | -                 | nd           | 2             |
| 2010 | Primaverili | -              | -               | nd               | -                 | -                 | nd           | 3             |
| 2011 | Primaverili | -              | -               | nd               | -                 | 3                 | nd           | -             |